# Человек-рыба из Льерганеса
Человек-рыба из Льерганеса (исп. El hombre pez de Liérganes) или Франси́ско де ла Ве́га Каса́р (исп. Francisco de la Vega Casar) — мифический и литературный персонаж, образ которого, возможно, основан на реальных событиях, произошедших в 1670-х годах в Льерганесе и Кадисе. Впервые описан Бенито Херонимо Фейхо-и-Монтенегро в VI разделе Teatro crítico universal. Позднее, статуя человека-рыбы, установленная на берегу Мьеры, стала одной из основных достопримечательностей Льерганеса.

## История
Первое описание человека-рыбы встречается в Teatro crítico universal Фейхо-и-Монтенегро, где содержится множество имён, фактов и дат. По утверждению самого автора, он сначала и сам не поверил в эту историю, но рассказы очевидцев (работа написана около 1720 года, а события произошли в 1670-х), а также просмотр некоторых документов, убедили его, что какой-то человек, которого описывали свидетели, и вправду существовал.
Позднее, уже в XIX веке, вышла книга Хосе Мария Эррана «Человек-рыба из Льерганеса» (El hombre-pez de Liérganes, Сантандер, 1877).

## Легенда
22 октября 1658 года в семье Франсиско де ла Веги и Марии дель Касар крестили мальчика, получившего при рождении имя отца — Франсиско. Помимо него у пары уже было трое сыновей, поэтому когда отец семейства умер, Франсиско отправили учиться на плотника в Бильбао, где он и жил вплоть до 1674 года, пока в злополучный день Святого Хуана не пошёл с другими ребятами купаться. Течение в это время был столь сильным, что Франсиско, слывший умелым пловцом, не смог доплыть до берега, и его унесло в море. С тех пор он считался утонувшим.
Эта история так и забылась бы, если бы спустя пять лет, в 1679 году, в сети рыбаков, занимавшихся промыслом около бухты Кадиса, не попало бы странное существо, напоминавшее человека. На первый раз ему удалось вырваться из ловушки и уплыть, но слух о неведомом человеке-рыбе распространился по округе. Наконец, после нескольких неудачных попыток, существо всё-таки было поймано. На вид им оказался рыжеволосый мужчина среднего возраста, с чешуйками на спине вдоль позвоночника, которые и придавали ему сходство с водными обитателями. Пленник сразу же был доставлен в ближайший монастырь Святого Франсиска. Там его подвергли многочисленным допросам, в том числе и на разных языках, а также обряду экзорцизма, но всё это не дало никаких результатов — пленник не разговаривал, так как, по-видимому, не умел говорить. Единственное слово, которое он как-то сумел пробормотать, было «Льерганес», но оно, к сожалению, не было известно местным жителям.
Так бы и остался неопознанным «человек-рыба», если бы не моряк из северной Испании, который упомянул, что рядом с его родным городом есть деревенька, которая носит такое название. Данную информацию подтвердил и секретарь Священной канцелярии Доминго де ла Кантолья, который родился в тех местах. Он пояснил, что данное поселение расположено недалеко от Сантандера, куда епископ Кадиса и направил запрос. В ответ ему пришло сообщение, что «человек-рыба» им неизвестен, но в Льерганесе пять лет назад действительно пропал рыжеволосый юноша, Франсиско де ла Вега. Тогда «человека-рыбу» отправили в сопровождении монахов в Льерганес, где жители должны были подтвердить или опровергнуть происхождение мужчины из этих мест. Вышедшая на встречу Мария дель Касар узнала в нём своего сына и путешествие благополучно завершилось. В родном доме Франсиско прожил девять лет, предпочитая ходить нагим и босым, говорить он так и не научился. Однажды он ушёл в очередной раз плавать и с тех пор его уже никто не видел.